# Affori FN (metropolitana di Milano)
Affori FN è una stazione della linea M3 della metropolitana di Milano.

## Storia
Originariamente l'apertura del primo tratto del prolungamento Maciachini-Affori FN era prevista per il 2008, mentre per il prolungamento fino a Comasina bisognava aspettare il 2010.
L'inaugurazione dell'intera tratta è invece avvenuta il 26 marzo 2011 alla presenza degli allora sindaco di Milano Letizia Moratti, del presidente della Regione Lombardia Roberto Formigoni e del viceministro delle Infrastrutture e dei Trasporti Roberto Castelli.
L'apertura è avvenuta insieme a quella delle stazioni Comasina, Affori Centro e Dergano.

## Strutture e impianti
Affori FN, come tutte le altre stazioni della linea M3, è accessibile ai disabili. Rientra inoltre nell'area urbana della metropolitana milanese.
Sorge in via Comasina, al confine col quartiere Comasina, in corrispondenza della nuova stazione di Milano Affori. Possiede inoltre uscite in via Comasina e in Via Alessandro Astesani.

## Interscambi
La fermata consente l'interscambio con la stazione di Milano Affori.
Nelle vicinanze della stazione effettuano fermata alcune linee urbane bus gestite da ATM.
- Stazione ferroviaria Milano Affori
- Fermata autobus

## Servizi
La stazione dispone di:
- Accessibilità per portatori di handicap
- Ascensori
- Scale mobili
- Emettitrice automatica biglietti
- Servizi igienici
- Stazione video sorvegliata
- Bar